# アールト・デ・ヘルデル
アールト・デ・ヘルデル（デ・ヘルダー、ヘルダー、デ・ゲルダーなどとも。Aert de Gelder, 1645年10月26日 – 1727年8月27日）は、オランダの画家。
レンブラントの最後の弟子の一人である。レンブラントの弟子の中でも最も才能のあった一人だけでなく、18世紀に至るまでレンブラントのスタイルを継承したただ一人のオランダ人画家である。

## 生涯
ドルトレヒトにて裕福な家庭に生まれる。最初はサミュエル・ファン・ホーホストラーテンの元で修業し、その後アムステルダムでレンブラント・ファン・レインの元でも修業した。
ドルトレヒトに戻ってからも師匠のスタイルを受け継いだ作品を残している。聖書から題材をとった作品や、肖像画を多く描いた。彼は裕福であったため、生活のためではなく自分の好きな主題を選んで描くことができた。

## 主な作品
- アハシュエロスの元へ行く前のエステル The Jewish Bride (Esther Bedecked) (1648) -  139.4×163.3 cm、アルテ・ピナコテーク、ミュンヘン
- エステルとモルデカイ Esther and Mordochai (1658) - 93×148,5 cm、ブダペスト西洋美術館、ブダペスト
- ヘラルト・デ・ライレッセの肖像 Portrait of Gérard de Lairesse (1665-67) - 113×88 cm、メトロポリタン美術館、ニューヨーク
- ダビデ王 King David (1680-85) – 109.5×114.5 cm、アムステルダム国立美術館、アムステルダム
- キリストと姦淫の女 Christ and the Woman Taken in Adultery (1683) - 71,8×94 cm、ティッセン・ボルネミッサ美術館、マドリード
- エジプトへの逃避途上の休息 Rest on Flight into Egypt (1690) - 109.9×118.8 cm、ボストン美術館、マサチューセッツ州ボストン
- ヤコブの夢 Jacob's Dream – ダリッチ美術館、ロンドン

## ギャラリー

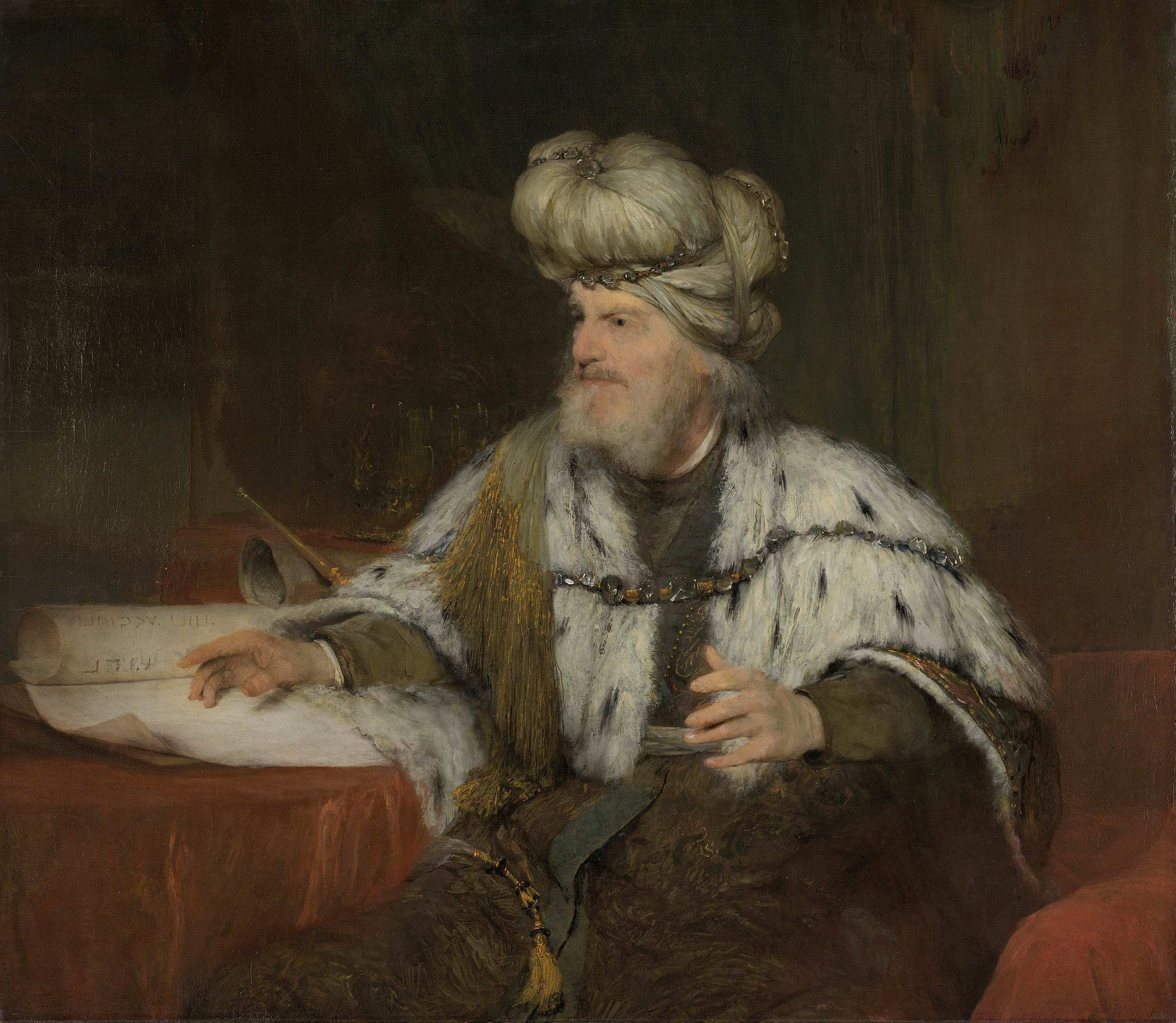
ダビデ王
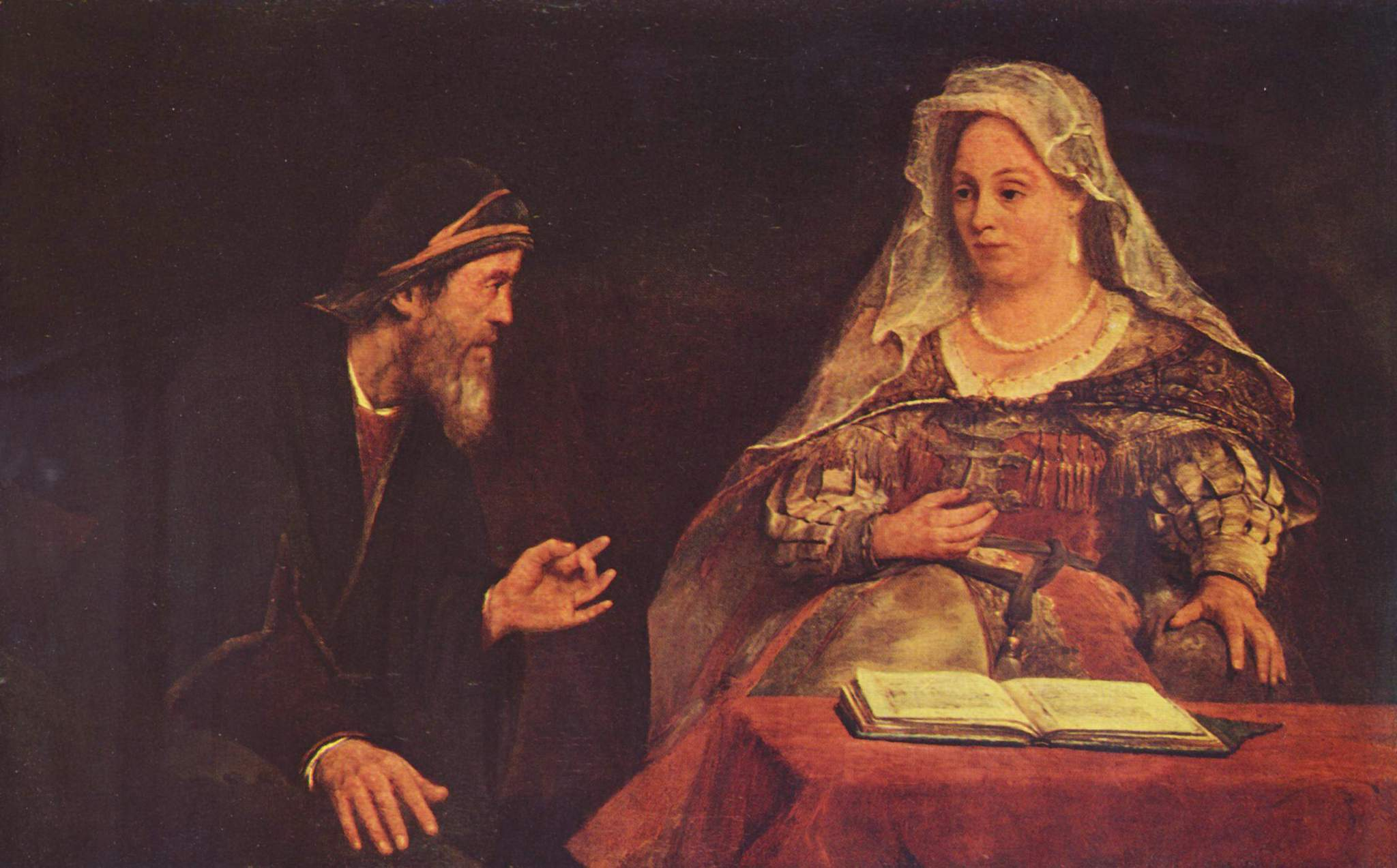
エステルとモルデカイ
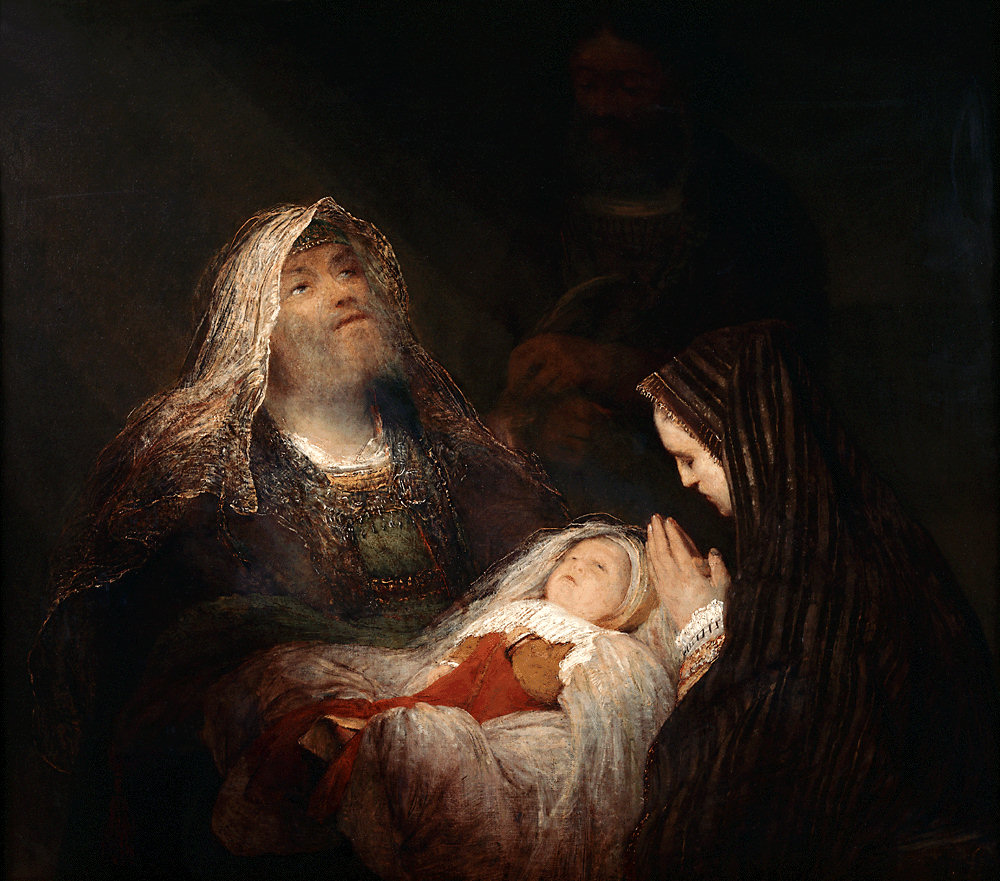
シメオンの賛歌
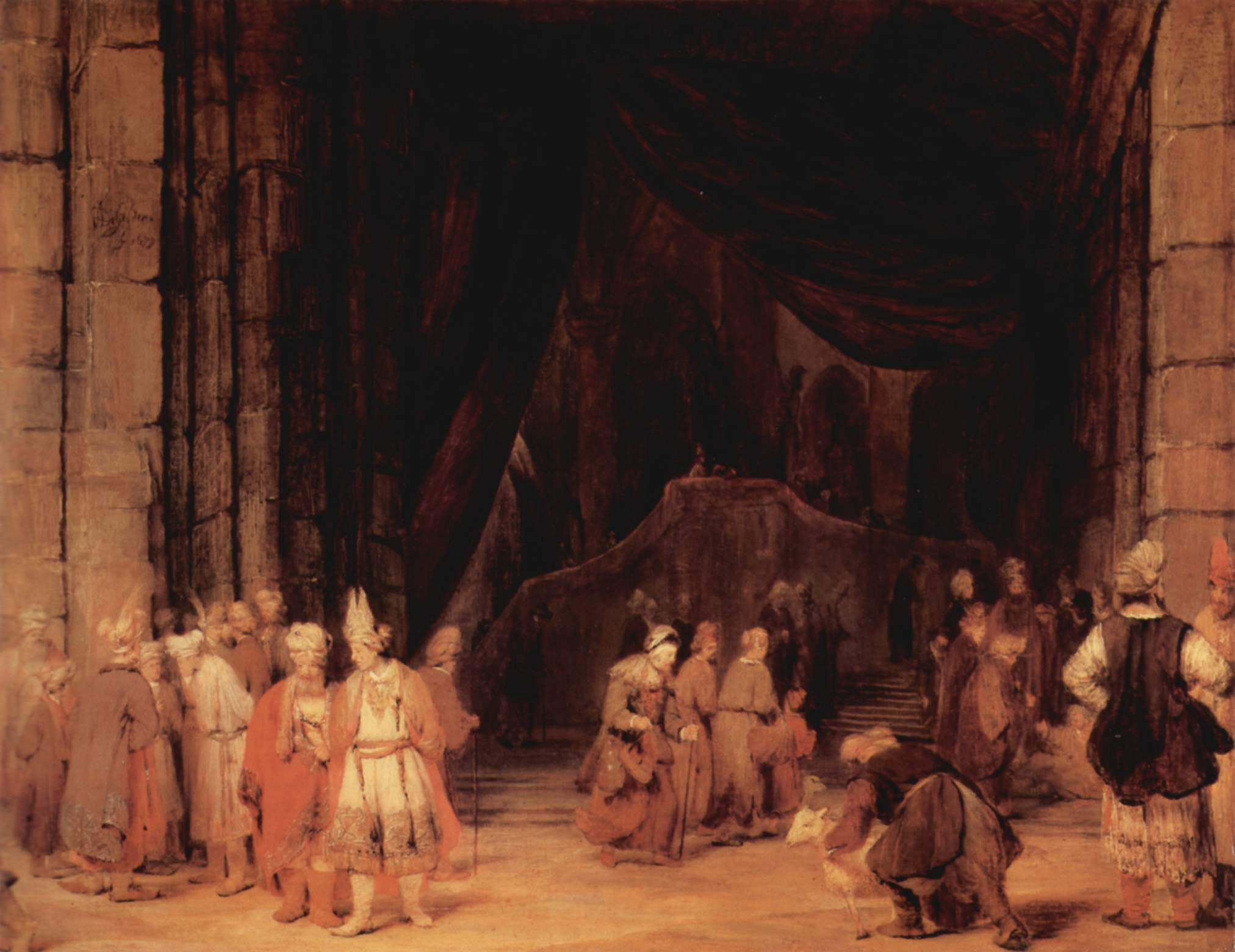
礼拝堂の入口
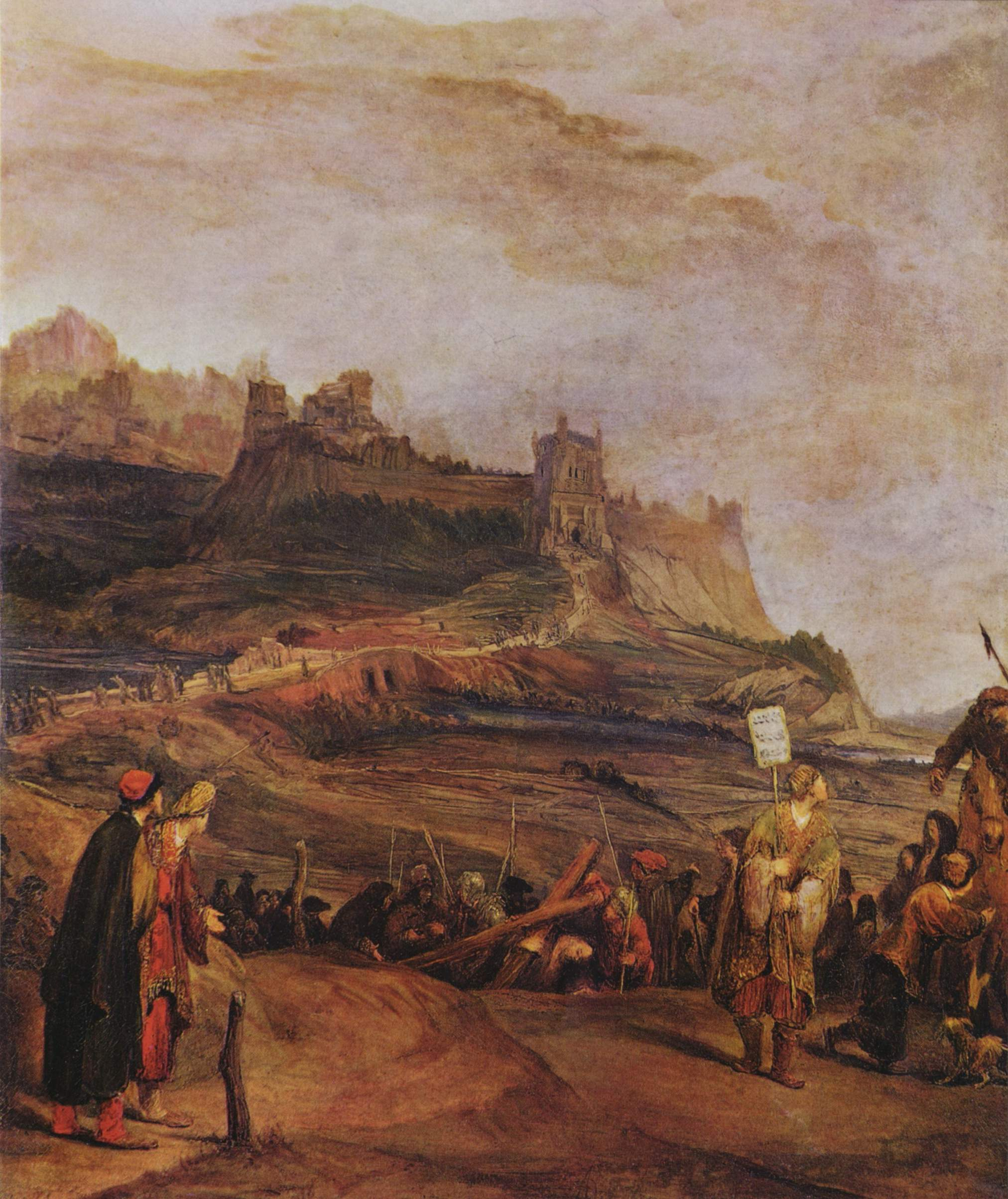
ゴルゴダに向かう途
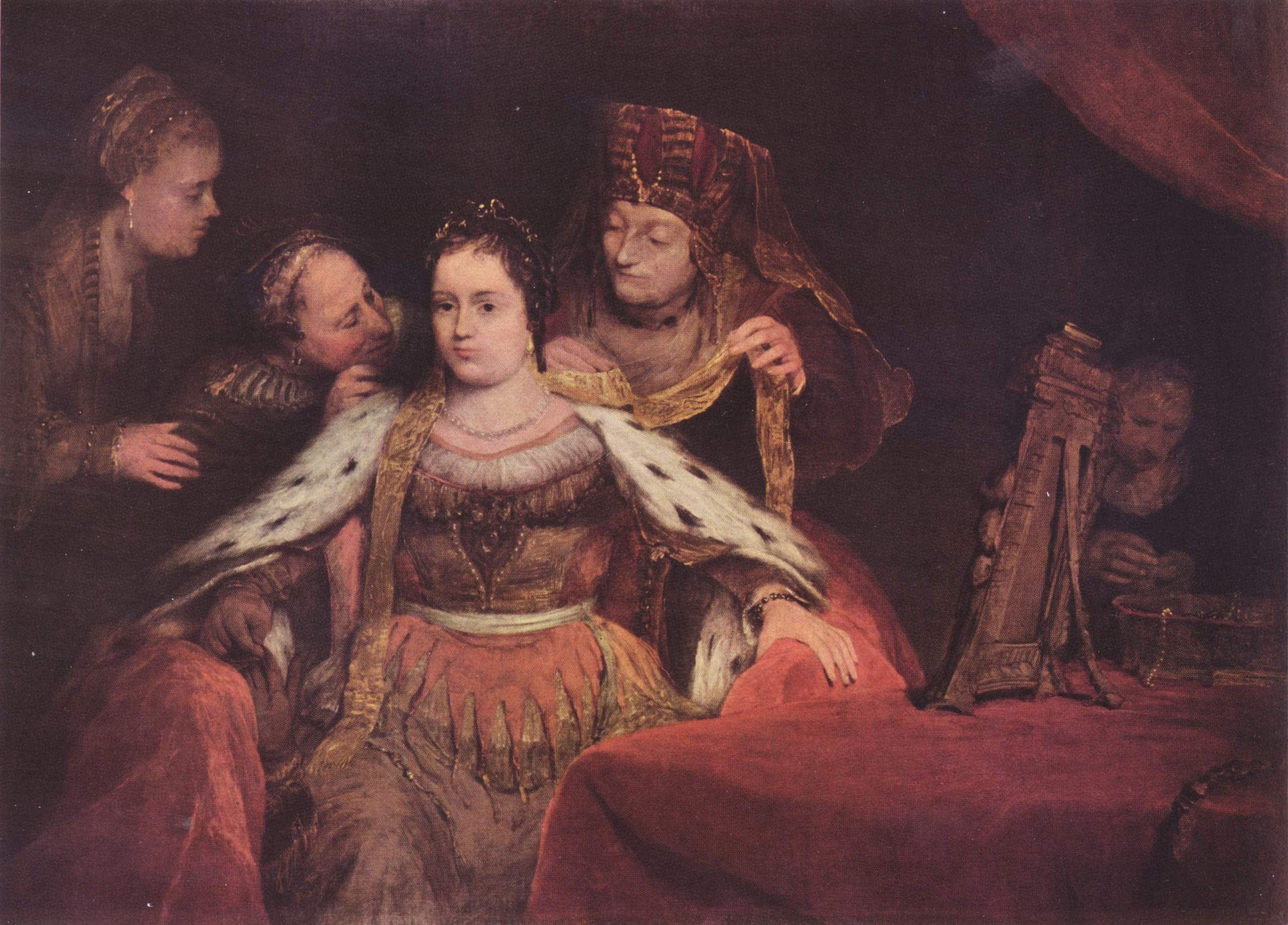
盛装するエステル
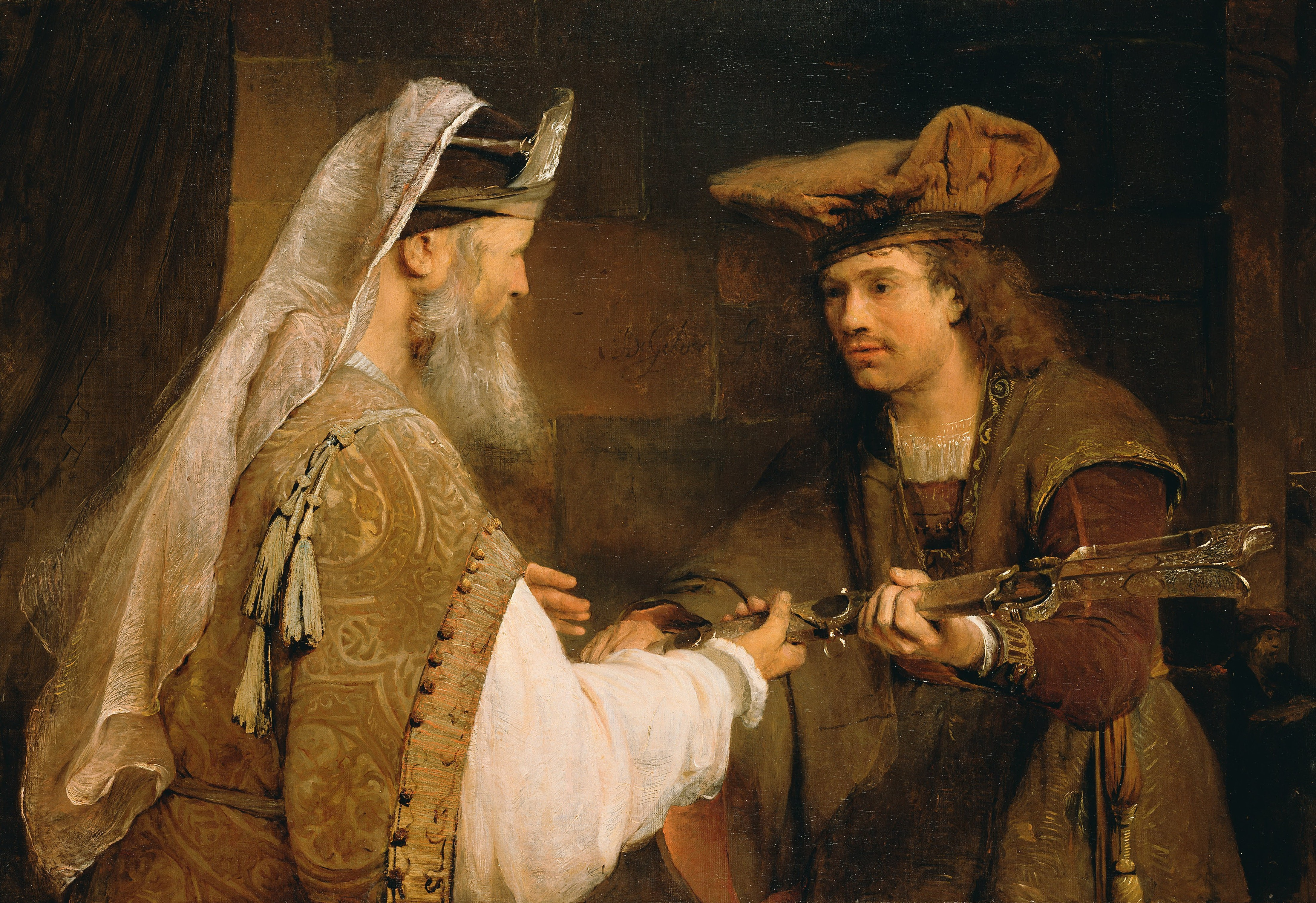
ダビデにゴリアテの剣を与えるアヒメレク
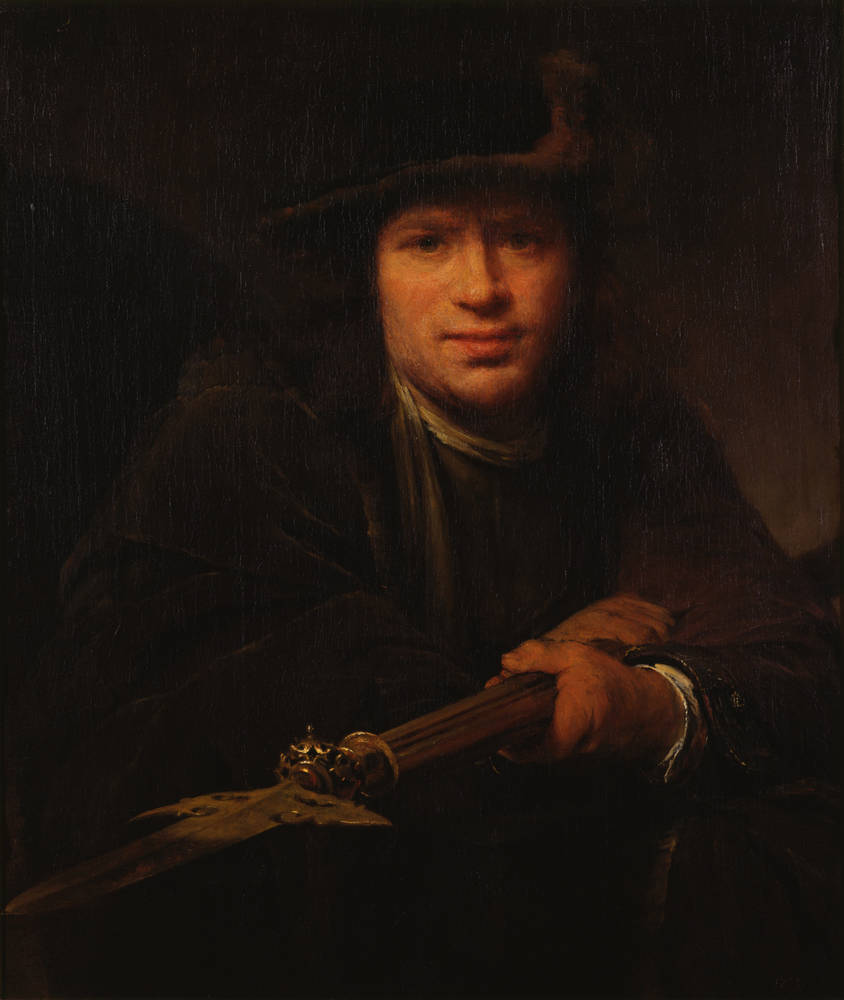
矛を手にした男
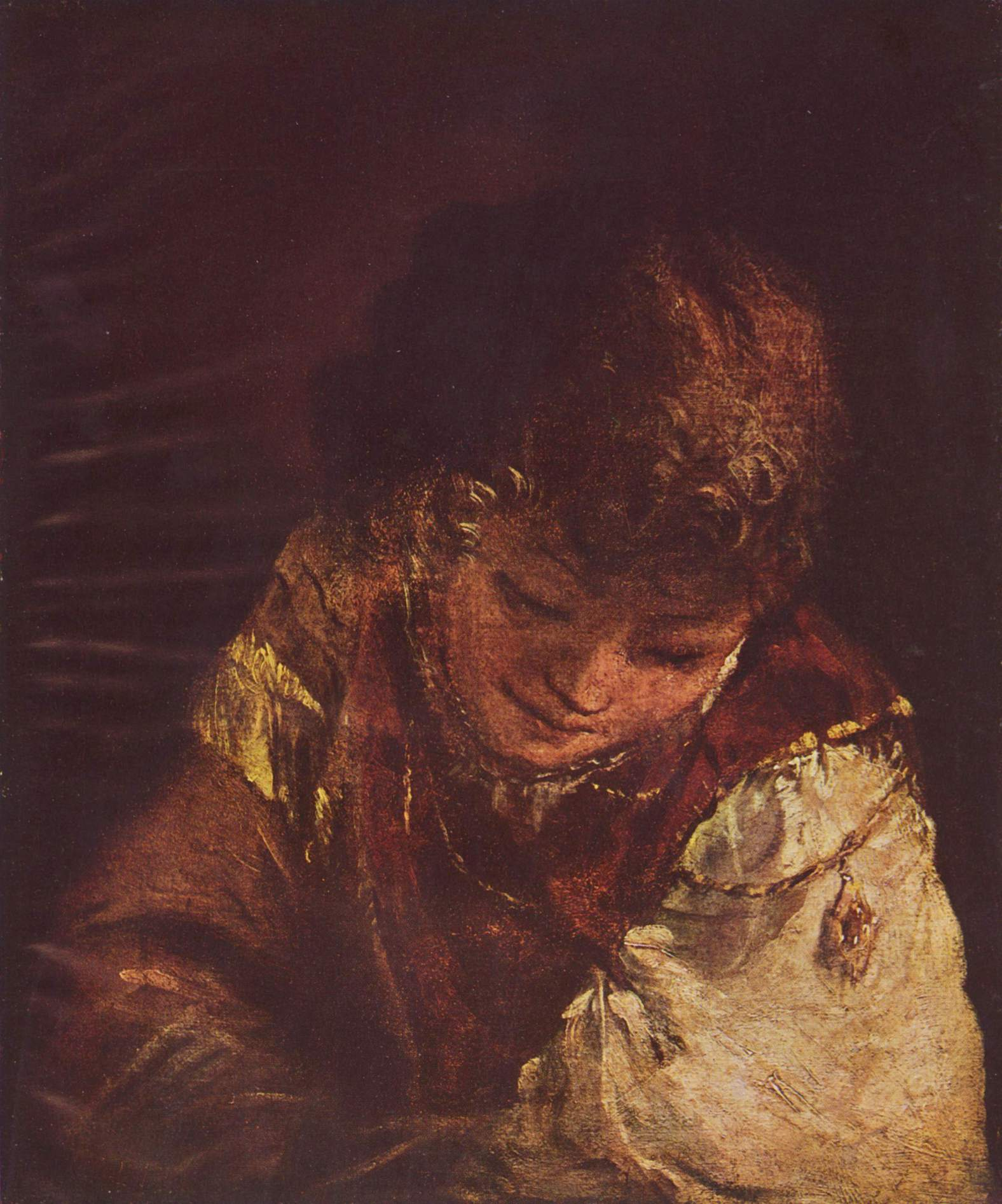
若い男